# Bras de la Rivière Saint-Denis
Pour les articles homonymes, voir Bras, Saint-Denis et Rivière Saint-Denis.
Le Bras de la Rivière Saint-Denis est affluent de la rive est de la rivière Saint-Denis laquelle se déverse sur la rive sud-est de la rivière Kamouraska, laquelle se déverse sur la rive sud du fleuve Saint-Laurent à deux km à l’est du centre du village de Kamouraska.
Le Bras de la Rivière Saint-Denis coule sur la Côte-du-Sud dans les municipalités de Mont-Carmel et Saint-Gabriel-Lalemant, dans la municipalité régionale de comté de Kamouraska, dans la région administrative du Bas-Saint-Laurent, dans la province de Québec, au Canada.

## Géographie
Tirant sa source du lac des marais (longueur : 0,8 km ; altitude : 390 m) dans la municipalité de Mont-Carmel, ce cours d'eau coule généralement vers le nord-ouest. Cette source est située au cœur des monts Notre-Dame, à 21,9 km à l'est du littoral sud du fleuve Saint-Laurent, à 14,6 km au sud-est du centre du village de Saint-Gabriel-Lalemant et à 1,1 km au nord du lac Chaudière lequel constitue le lac de tête de la rivière Chaude.
À partir de sa source, le Bras de la Rivière Saint-Denis coule sur 11,8 km entièrement en zone forestière, répartis selon les segments suivants :
- 2,4 km vers l'ouest dans Mont-Carmel, jusqu'au pont du chemin de fer du Canadien National ;
- 2,6 km vers le nord, jusqu'à l'embouchure du lac Davidson (longueur : 0,6 km ; altitude : 325 m) que le courant traverse vers le nord ; une zone de marais borde le côté ouest du lac ;
- 2,5 km vers l'ouest, jusqu'à une route forestière ;
- 1,9 km vers l'ouest, jusqu'à la limite sud de la municipalité de Saint-Gabriel-Lalemant ;
- 2,4 km vers le nord, jusqu'à sa confluence.

Cette confluence est située à 6,5 km au sud-ouest du centre du village de Saint-Bruno-de-Kamouraska, à 10,1 km à l'est du centre du village de Saint-Gabriel-de-Kamouraska et à 6,0 km au sud-est du centre du village de Mont-Carmel.

## Toponymie
Le toponyme Bras de la Rivière Saint-Denis a été officialisé le 2 décembre 1982 par la Commission de toponymie du Québec.